# Black Water (chanson)
Pour les articles homonymes, voir Black Water.
Singles de The Doobie Brothers
Nobody (réédition)
(1974) Take Me in Your Arms (Rock Me)
(1975)
Black Water est une chanson du groupe américain The Doobie Brothers, parue sur leur quatrième album What Were Once Vices Are Now Habits. D'abord sortie en face B de Another Park, Another Day le 13 mars 1974, elle sort en tant que troisième et dernier single de l'album le 15 novembre de la même année sous le label Warner Bros. Records.
La chanson, qui met en vedette son compositeur Patrick Simmons au chant, est l'un des deux singles numéro un américains des Doobie Brothers (avec What a Fool Believes).

## Contexte
Patrick Simmons explique étant tombé par hasard sur le lick de guitare de base pour Black Water alors qu'il était au Warner Bros. Recording Studio pour les sessions d'enregistrement de l'album The Captain and Me des Doobie Brothers en 1973 : « J'étais assis dans le studio attendant entre les prises et j'ai joué cette partie. Tout à coup, j'ai entendu l'intercom et [le producteur] Ted Templeman a dit : "Qu'est-ce que c'est?" J'ai dit : « C'est juste un petit riff que j'ai trouvé et que j'ai peaufiné. » Il disait : « J'adore ça. Tu devrais vraiment écrire une chanson en utilisant ce riff. » ».
Patrick Simmons terminera Black Water lors d'un séjour ultérieur des Doobie Brothers à La Nouvelle-Orléans.
Malgré ses encouragements concernant l'écriture de Black Water et son arrangement méticuleux du morceau, Ted Templeman se souvenait : « Nous n'y avons jamais pensé comme un single [à succès potentiel] » - « J'ai mis Black Water sur [a] la face B parce que je pensais que [c'était] un truc acoustique ». Black Water  a en effet été utilisé comme face B pour le premier single Another Park, Another Sunday de la sortie de l'album des Doobie Brothers, What Were Once Vices Are Now Habits de 1974.
Another Park, Another Sunday s'est classé à la 32e place du Billboard Hot 100 en juin 1974. Le chanteur principal du groupe, Tom Johnston, se souvenait que la chanson se débrouillait très bien [dans la sortie du single], puis il a été retiré de la radio pour la ligne « And the radio just seems to bring me down » (« Et la radio semble juste me rendre triste »). Le magazine Cash Box notait que Another Park, Another Sunday est « une chanson de type dimanche après-midi d'été presque paresseux qui suscitera certainement un intérêt immédiat sur les stations pop et rock progressif ». Après que le deuxième single de l'album What Were Once Vices Eyes of Silver n'a pas été un succès, Warner Bros. a recouru à une réédition du premier single de Doobie Brothers Nobody, une chanson non classée de 1971 qui, à l'automne 1974, s'est hissée dans le top 60 avant d'être progressivement supprimée par la réédition de Black Water. en tant que single face A.
Atteignant la première place du Billboard Hot 100 daté du 15 mars 1975, Black Water est l'un des rares singles de n'importe quel artiste sorti originellement en face B d'un autre succès qui atteint ensuite la première place du Hot 100 en tant que face A. Black Water se classe à la 16e place du classement de fin d'année de 1975 aux États-Unis.

## Crédits
| The Doobie Brothers - Patrick Simmons – guitares, chant - Tom Johnston – chœurs - Tiran Porter – basse, chœurs - John Hartman – batterie | Musiciens additionnels - Keith Knudsen – chœurs - Novi Novog – alto - Milt Holland – vibraphone - Ted Templeman – production |

## Classements et certifications
| Classement (1974–75)            | Meilleure position |
| ------------------------------- | ------------------ |
| Australie (Kent Music Report)   | 22                 |
| Canada (RPM 100 Singles)        | 9                  |
| États-Unis (Hot 100)            | 1                  |
| États-Unis (Adult Contemporary) | 38                 |
| États-Unis (Cash Box Top 100)   | 3                  |

| Classement (1975)     | Position |
| --------------------- | -------- |
| Canada (RPM)          | 91       |
| États-Unis (Hot 100)  | 16       |
| États-Unis (Cash Box) | 13       |

### Certifications
| Pays                                                                    | Certification | Ventes certifiées |
| ----------------------------------------------------------------------- | ------------- | ----------------- |
| États-Unis (RIAA)                                                       | Or            | 500 000^          |
| ^Mise en rayon selon la certification xNon précisé par la certification |               |                   |

## Reprises
Le chanteur de country américain Garth Brooks a enregistré une reprise de Black Water sur son album Blame It All on My Roots: Five Decades of Influences de 2013. Les Doobie Brothers ont réenregistrés Black Water, avec le Zac Brown Band, pour leur album Southbound sorti en 2014.